# 1704
1704 (MDCCIV) var ett skottår som började en tisdag i den gregorianska kalendern och ett skottår som började en lördag i den julianska kalendern samt ett skottår som började en fredag i den svenska kalendern.

## Händelser

### April
- 24 april – Den första reguljära dagstidningen i Brittiska Amerika, The Boston News-Letter, publiceras.[1]

### Maj
- 14 maj – Svenskarna besegras av ryssarna i det andra sjöslaget på Peipus.

### Juni
- 15 juni – Anna Eriksdotter blir den sista personen som avrättas för häxeri i Sverige.
- 16 juni – Svenskarna besegras av ryssarna i slaget vid Wesenberg.

### Juli
- 2 juli – Stanislaw I Leszczynski väljs efter svenska påtryckningar till kung av Polen.
- 26 juli – Svenskarna besegrar ryssarna i slaget vid Jakobstadt.
- 27 juli – Ett sjöslag utkämpas vid bukten Orford Ness i Engelska kanalen mellan det svenska Öland och nio engelska linjeskepp. Striden har ingenting med kriget att göra utan orsaken är att ingendera sidan har velat stryka flagg för den andra.

### Augusti
- 9 augusti – Svenskarna besegrar sachsarna i slaget vid Posen.
- 10 augusti – Ryssarna intar Narva.
- 13 augusti – Frankrike och Bayern blir besegrade av de allierade i slaget vid Blenheim under spanska tronföljdskriget.
- 27 augusti – Karl XII:s armé erövrar staden Lwów (Lemberg).

### Oktober
- 28 oktober – Svenskarna på 3 000 ryttare under Karl XII besegrar sachsarna under generallöjtnant Johann Matthias von der Schulenburg i slaget vid Punitz.

### Okänt datum
- Första utgåvan av Sir Isaac Newtons verk Opticks ges ut.

## Födda
- 28 februari – Louis Godin, fransk astronom.
- 31 juli – Gabriel Cramer, schweizisk matematiker.
- 5 september – Maurice Quentin de La Tour, fransk målare.
- 29 december – Martha Daniell Logan, amerikansk botaniker.

## Avlidna
- 25 februari – Isabella Leonarda, italiensk kompositör.
- 12 april – Jacques Bénigne Bossuet, fransk teolog, biskop av Meaux och talesman för gallikanismen.
- 3 maj – Heinrich Biber, österrikisk tonsättare och violinist.

### Fotnoter
1. ↑  America's Firsts Newspaper (läst 3 april 2011)